# Conocephalus africanus
Conocephalus africanus är en insektsart som först beskrevs av Ludwig Redtenbacher 1891.  Conocephalus africanus ingår i släktet Conocephalus och familjen vårtbitare. Inga underarter finns listade i Catalogue of Life.